# ベッチ・カルヴァーリョ
ベッチ・カルヴァーリョ（Bp：Elizabeth Santos Leal de Carvalho - エリザベッチ・サントス・レアウ・ヂ・カルヴァーリョ、1946年5月5日 - 2019年4月30日）は、ブラジル・リオデジャネイロ出身のサンバ歌手の1人。なおベッチとはエリザベッチ（英語読み：エリザベス）を略した愛称。

## 人物・プロフィール
ベッチは富裕層出身の白人の女性でありながら、貧しい黒人のサンバを世に広めた人物として知られる。また80年代にはFundo de Quintal（フンド・ジ・キンタル）や、そのメンバーだったJorge Aragão（ジョルジ・アラガゥン）、Almir Guineto（アルミール・ギネト）、Sombrinha（ソンブリーニャ）、Arlindo Cruz（アルリンド・クルス）などを人々に紹介し、今日のサンバ・パゴーヂを築いた功労者である。
また、サンバといえばリオだけのもの、という固定観念を覆すかのごとく、90年代以降は、サンパウロのサンバ、さらに2007年にはバイーアのサンバなども取り上げて、そのフィールドで活躍する隠れたMusico（ムジコ、ミュージシャン）を発掘し、また多くの人々に紹介している。したがって、今もなおベッチの名前はサンバ界における重要人物の1人として多くの人々の尊敬を集めている。
ベッチはボタフォゴのトルシーダとして知られ、またPDT(労働民主党)の支持者といわれる。
またベッチは、ブラジルだけでなく、リスボンやパリ、アテネ、ベルリン、そしてマイアミやサンフランシスコなどでも公演している。彼女の多くのオリジナル・アルバムは、誰かに捧げられたものであり、彼女のサインと共にそのことが記されている。

### 生い立ち
彼女は、父・João Francisco Leal de Carvalho（ジョアン・フランシスコ・レアゥ・ヂ・カルヴァーリョ）と母・Maria Nair Santos Leal de Carvalho（マリア・ナイール・サントス・レアゥ・ヂ・カルヴァーリョ）の娘として、ゾナ・ノルチ（北部）のガンボア地区の産院で生まれ、ラランジェイラス地区で育った。姉妹にVânia Santos Leal de Carvalho（ヴァニア・サントス）がいる。また彼女自身には1人娘であるLuana（ルアーナ）がいる。
ベッチが育った家庭には音楽がいつも流れていた。彼女の祖母Ressú（レセウ）もバンドリンとヴィオラゥン（ナイロン弦のクラシック・ギター）を演奏するほか、母もクラシックのピアノを演奏していた。また、父は弁護士であったが、もとはボヘミアンであったことから、著名な歌手であるSílvio Caldas（シルヴィオ・カルダス）とは旧知の仲で彼女の誕生日によく家でショーを開いていたという。またその関係から国民的大歌手のElizeth Cardoso（エリゼッチ・カルドーゾ）やAracy de Almeida（アラシ・ヂ・アルメイダ）などの歌を聞いて育ち、また知り合いになっていった。また父親は、ウルカの丘にあるカザブランカやナイト・アンド・デイというクラブにも彼女を連れて行ったことから、それらの店の女主人であるヴァヴァーおばさんとも知り合いになり、さまざまな歌手のショーを見せてもらったという。また父親は、彼女をエスコーラ・ジ・サンバ（以下エスコーラ）のエンサイオ（練習・リハーサル）によく連れて行った。
彼女は早くも7歳にしてラジオに出演したというエピソードも伝えられている。また一方では、彼女は母によりバレリーナとしてレッスンに通ったり、音楽学校に通ってヴィオラゥン（ブラジルではギターをこう呼ぶ）を習ったりした。この頃にはレコードをかけながらジョアン・ジルベルトの物真似などもやっていたという。

### デビュー・活動開始
彼女は10代になると、学生間のコンサートなどで当時流行っていたボサノヴァを歌うようになった。つまりベッチは当初サンバではなくボサノヴァの歌手として活動を開始した。ただし、これはごく当然の成り行きである。当時は白人が歌うサンバ・カンサゥンもあったが、サンバ自体が多く黒人由来の音楽であるのに対し、ボサノヴァは中流家庭の若者によって創られたものであったためである。
彼女は成長すると、カトリック大学PUCに進学し、国際関係学や心理学を専攻するかたわら、1965年にRCAレーベルから、マリオ・ジ・カストロ＆アタイージ作“Namorinho”（ナモリーニョ）とホベルト・メネスカル＆ホナルド・ボスコリ作“Por quem morreu de amor”（愛に死ぬ者によって）がカップリングされたデオダード編曲によるシングル盤でデビューする。翌年1966年には、オス・ガトスの“Aquele som dos Gatos”にコーラスで参加。またこの時期には、黒人系のサンバにも関わるようになりネルソン・サルジェントやノカ・ダ・ポルテーラといったエスコーラ系サンビスタのショーなどにも参加するようになった。1967年、コンジュント3Dのアルバム“Muito na onda”に参加した。これは彼女の歌を大きくフィーチャーしたもので日本盤も再発売されている。
1968年には、彼女はEMIオデオン専属のソロ歌手として独立し、その音楽活動が決定的なものとなった。同年ではブラジルで次々と歌謡祭やフェスティバルがブラジルで多く開かれた。当時Música nossa（ムジカ・ノッサ、僕らの音楽）と呼ばれるブラジル独自のアコースティックサウンドに回帰しようというムーブメントがジャーナリスト、アルマンド・エンヒッキによって提唱され、イパネマにあるサンタ・ホーザ劇場で“Musica Nossa O Som e o Tempo”（ムジカ・ノッサ、音とテンポ）というショーが行われたが、これが録音されレコードで発売された。またダニーロ・カイーミ＆エヂムンド・ソウト＆パウリーニョ・タパジョス共作の曲“Andança”（アンダンサ、歩み・軌跡）を第3回国際歌謡祭でエントリーして歌い、これが3位を獲得。これが観客に受けて、コーラスグループのゴールデン・ボーイズをゲストに迎えて録音、翌1969年に同タイトルのアルバムを発売し、TV Globoに出演。その後もTV Excelsior、TV Record、TV Tupiといったテレビ局の番組に出演し、黒人サンビスタのNelson Sargento（ネルソン・サルジェント）とも仕事するようになった。
この頃には家族でチジューカ地区へと引っ越したため、次第に黒人のサンバに傾倒していく。なお、彼女が最初に出した69年のアルバムは、まだサンバは歌っていないが、1973年の“Canto Por Um Novo Dia”では、多くの黒人サンビスタの曲を取り上げ、すでに現在のサンバ歌手としてのベッチを垣間見ることができる。まず家から近かったSalgueiro（サルゲイロ）のコミュニティーを手始めに、Estácio de Sá(エスタシオ)やMangueira（マンゲイラ）にも出入りするようになり、ネルソン・カヴァキーニョを師としてサンバを教わった。
そんな中に1976年にRCAに移籍後に出した“Mundo Melhor”（邦題：すばらしき世界）が大ヒット。黒人サンバが広く受け入れられるようになった。この作品は、78年に日本でも発売され、後にCDでも再発されている。

### 80年代以降のパゴーヂ・ブーム
また、Cacique de Ramos（カシーキ・ジ・ハモス、ハモスの酋長）というブロコ・カルナヴァレスコにも足しげく通い、一緒にカーニバルのパレードに出たりしていた。このことから当時カシーキ・ジ・ハモスにあったコンジュント、フンド・ジ・キンタルや、そのメンバーだったジョルジ・アラガゥンやアルミール・ギネトなどと知り合う。
サンバには、リオのカーニバルのような年1度に開く大規模なものと対照的に、庶民の家の裏庭でホームパーティーを開いて歌われるものがある。これはPagode（パゴーヂ）といい、カーニバルに対して日常的なサンバであることから、“普段着のサンバ”などともいわれる。そして、このパゴーヂを演奏していたグループがフンド・ジ・キンタルであった。ベッチは1978年、“De Pé No Chão”で、まだ無名に近かったジョルジ・アラガゥンの曲を初めて紹介。以降の作品でも、そうした新進気鋭のサンビスタの作品を歌うようになり、また彼女のショーのバックミュージシャンとして彼らを多く起用し、世の中に広く紹介した。
しかし同年には、Funarte（フナルチ、ブラジル文部省付属芸術振興基金）のホールで、ネルソン・カヴァキーニョを讃えるコンサートが開かれ、彼と共に出演している（これは後に“ライブ・イン・マラニャゥン劇場”として1995年に日本国内で発売され、ベッチ自身もコメントを寄せている）。したがって、ベッチは伝統的・古典的なサンバを根底にしつつ、新しいサンバの息吹きであったパゴーヂにも目を向けていることは特筆すべき点である。

### 90年代以降
ベッチがサンバ・パゴーヂを世に広めた功績ははかり知れないが、これにより多くの埋もれた才能のあるサンビスタが次々とデビューし、また売れるようになった。90年代にはパゴーヂはホマンチコ（ロマンティック）なバラードなどを取り入れるなど変化し多くのパゴーヂ・バンドが登場したが、その源流はベッチにあるといっても過言ではない。またソンブリーニャやアルリンド・クルス、Zeca Pagodinho（ゼカ・パゴジーニョ）、Quinteto em Branco e Preto（キンテート・エン・ブランコ・イ・プレト）などを常にサポートしている。
ベッチは長年マンゲイラを愛し、マンゲイラ主催のショーでは毎回出演、リオのカルナヴァルでも、ほぼ毎回、山車の上に乗ったり、いっしょにパレードするなど、蜜月が続いていた。しかし、2007年のカルナヴァルにおいて、マンゲイラの山車の上に乗ろうとしたところ、１人のディレクターから拒否されてしまい、長年にわたって参加してきたカルナヴァルに出られなくなるという事件が起こった。ベッチ側は正式に出場要請を受けたと主張し、マンゲイラの役員達に謝罪を要求。これに対しマンゲイラのプレジデンチ（総代表）であるペルシヴァル・ピレスは、「ベッチに心からのキスを贈る。マンゲイラはあなたを敬愛している。どうかマンゲイラと対立しないで下さい。マンゲイラは対立したくない、ベッチに出演を要請します」とのコメントを発表したが、正式な謝罪については拒否した。このことはカルナヴァルの生中継でも放送され、メディアでも大きく報道されることになった。
このことから2008年のカルナヴァルでは、彼女はカルトーラを讃える（なお、カルトーラはマンゲイラの創立者である）、Viradouro（ヴィラドゥロ）の要請を受けた。ベッチは「すべての人々にとって素晴らしいカルナヴァルでありますように。またマンゲイラが優勝して、ヴィラドウロが2位になるよう祈っている」とコメント、さらに「私はマンゲイラを去ったんじゃないわ。私は死ぬまでマンゲイラよ。どんなによくしてもらってもパレードに参加することはないけれども許してほしい」とコメントし、ヴィラドゥロのパレードに出場した。
2019年4月30日、敗血症のためリオ・デ・ジャネイロ市内の病院で死去。

## 主なショー
- 1968年 - III Festival Internacional da Canção（第3回国際歌謡祭） - ヴォーカルグループGolden Boysと共に出演 - Maracanazinho, no Rio.
- 1969年 - Olimpíada da Canção - realizado na Grécia
- 1969年 - IV Festival Internacional da Canção - Maracanazinho, Rio de Janeiro.
- 1979年 - Show Beth Carvalho - no Cine Show Madureira, no Riode Janeiro
- 1987年 - Beth Carvalho ao vivo em Montreux
- 1991年 - Show de Beth Carvalho - na cidade de Olimpía, SP.
- 1999年 - Pagode de mesa - no Rio de Janeiro
- 1999年 - Esquina carioca com Walter Alfaiate, Moacyr Luz, Luiz Carlos da Vila, Nelson Sargento, Dona Ivone Lara - no Bar Pirajá, em São Paulo
- 2000年 - convidada para participar do Show de Jorge Aragão - no Olimpo, Rio de Janeiro
- 2000年 - Beth Carvalho e a bateria da Mangueira - no Olimpo, Rio de Janeiro.
- 2000年 - Pagode de mesa 2 - Tom Brasil, São Paulo
- 2001年 - Nome sagrado - Teatro Rival, Rio de Janeiro
- 2003年 - participação especial junto com Ademilde Fonseca no espetáculo "Alma feminina", de Eliane Faria - Teatro Rival
- 2003年 - Beth Carvalho e grupo "A fina flor do samba" - Centro Cultural Carioca - Rio de Janeiro
- 2004年 - Riação convida Beth Carvalho - Projeto da idade do Mundo - Centro Cultural Banco do Brasil - Brasília, DF
- 2005年 - Beth Carvalho e convidados - Almir Guinteto, Luiz Carlos da Vila, Zeca Pagodinho, Dudu Nobre, Dona Ivone Lara, Vó Maria e Jongo da Serrinha - Theatro Municipal do Rio de Janeiro, RJ
- 2006年 - Beth Carvalho - Theatro Municipal do Rio de Janeiro, RJ
- 2006年 - Beth Carvalho 60 anos - Canecão - Rio de Janeiro
- 2006年 - Beth Carvalho canta o samba da Bahia - Teatro Castro Alves - Salvador,BA
- 2007年 - Beth Carvalho canta o samba da Bahia - Canecão - Rio de Janeiro.

## ディスコグラフィー
- Andança （Odeon - 1969）
- Canto Por Um Novo Dia （Tapecar - 1973）
- Pra Seu Governo （Tapecar - 1974）
- Pandeiro e Viola （Tapecar - 1975）
- Mundo Melhor （RCA - 1976、邦題：すばらしき世界）
- Nos Botequins da Vida （RCA - 1977、邦題：人生は居酒屋）
- De Pé No Chão （RCA - 1978、邦題：私の道）
- Beth Carvalho no Pagode （RCA - 1979）
- Sentimento Brasileiro （RCA - 1980）
- Na fonte （RCA - 1981）
- Traço de União （RCA - 1982）
- Suor no Rosto （RCA - 1983）
- Coração Feliz （RCA - 1984）
- Das Bençãos Que Virão Com os Novos Amanhãs - RCA - 1985
- Beth - RCA - 1986
- Beth Carvalho Ao Vivo (Montreux) - RCA - 1987
- Alma do Brasil （Polygram - 1988）
- Saudades da Guanabara （Polygram - 1989）
- Intérprete （Polygram - 1991）
- Ao Vivo no Olympia （Som Livre - 1991）
- Pérolas - 25 Anos de Samba （Som Livre - 1992）
- Beth Carvalho Canta o Samba de São Paulo （Velas - 1993）
- ライブ・イン・マラニャゥン劇場（日本盤のみ、タッタルーガ - 1995）
- Brasileira da Gema （Polygram – 1996）
- Pérolas do Pagode （Globo / Polydor - 1998）
- Pagode de Mesa Ao Vivo （Universal Music - 1999）
- Pagode de Mesa Ao Vivo 2 （Universal Music - 2000）
- Nome Sagrado - Beth Carvalho Canta Nelson Cavaquinho - Jam Music - 2001
- Beth Carvalho Canta Cartola （BMG - 2003）
- Beth Carvalho - A Madrinha do Samba - Ao Vivo (CD) （Indie - 2004）
- Beth Carvalho - A Madrinha do Samba - Ao Vivo (DVD) （Indie - 2004）
- Beth Carvalho - 40 anos de Carreira - Ao Vivo no Theatro Municipal (DVD) （Andança/Sony - BMG - 2006）
- Beth Carvalho - 40 anos de Carreira - Ao Vivo no Theatro Municipal - Vol.2 (CD) （Andança/Sony - BMG - 2006）
- Beth Carvalho - 40 anos de Carreira - Ao Vivo no Theatro Municipal - Vol.1 (CD) （Andança/Sony - BMG - 2006）

## 脚註
1. ↑  Beth Carvalho morre aos 72 anosEstação Primeira de Mangueira 2019年4月30日